# Helen Newlove
Helen Margaret Newlove, baronne Newlove (née le 28 décembre 1961) est une militante de la réforme communautaire basée à Warrington, commissaire aux victimes de 2012 à 2019. Helen Newlove devient célèbre après que son mari, Garry Newlove ait été assassiné par trois jeunes en 2007. Après sa mort, elle créé un certain nombre de fondations visant à lutter contre la culture de la consommation d'alcool au Royaume-Uni et à apporter un soutien aux jeunes. Newlove reçoit une pairie en 2010 et siège à la Chambre des lords comme conservateur.

## Biographie
Le mari de Newlove, Garry Newlove, âgé de 47 ans, est assassiné en août 2007 à Warrington, dans le Cheshire, après avoir affronté un gang de jeunes ivres qui vandalisaient sa voiture - le point culminant d'une longue campagne de crimes de gangs de jeunes dans la région de Padgate. Cinq mois plus tard, trois adolescents locaux sont reconnus coupables du meurtre de Garry Newlove, décédé à l'hôpital 36 heures après avoir reçu à plusieurs reprises des coups de pied et de poing devant sa maison. Ils sont condamnés à la réclusion à perpétuité avec des peines minimales recommandées comprises entre 12 et 17 ans. Deux autres suspects, également des adolescents, sont jugés pour le meurtre mais déclarés non coupables.
Des témoins estiment qu'une dizaine de personnes étaient impliquées dans l'attaque contre Garry Newlove, et la plupart ou la totalité d'entre elles avaient été impliquées dans des incidents antérieurs de vandalisme. L'un des trois adolescents reconnus coupables du meurtre avait été libéré sous caution quelques heures plus tôt après avoir comparu devant le tribunal pour avoir agressé un autre homme dans la région.
Depuis la mort de son mari, Helen Newlove fait campagne contre la culture britannique de binge drinking et appelle à une meilleure formation des propriétaires et du personnel des bars, ainsi que des employés des magasins impliqués dans la vente d'alcool. Elle fait campagne plus clairement pour réprimer le type d'activités criminelles qui ont contribué à la mort de son mari, pour des peines plus sévères pour les infractions graves et pour un meilleur soutien aux victimes d'actes criminels – soulignant le manque de soutien qu'elle et sa famille ont reçu après le meurtre.
Helen Newlove créé Newlove Warrington le 8 novembre 2008, dans le but de faire de la ville un endroit plus sûr et meilleur pour vivre et d'améliorer les installations et les opportunités pour les enfants grâce à l'éducation et aux compétences de vie pour le meilleur des communautés. Les trois objectifs de la campagne sont d'inspirer les gens à mener une vie plus utile ; motiver les gens à enrichir leur vie ; offrant des possibilités d'interaction positive avec les communautés.
Newlove étend sa campagne à l'échelle nationale en s'associant aux médias locaux et nationaux.
En mai 2010, Newlove reçoit une pairie dans la liste des honneurs de Dissolution de 2010 et prend son siège à la Chambre des lords comme conservateur le 15 juillet 2010 lorsqu'elle est présentée comme baronne Newlove, de Warrington dans le comté de Cheshire.
Le 21 décembre 2012, elle est nommée commissaire aux victimes, un poste l'amenant à assurer la liaison avec les ministres pour donner des conseils sur les aspects du système de justice pénale qui affectent les victimes et les témoins. Le poste de trois ans était auparavant occupé par Louise Casey, mais était vacant depuis la démission de Casey en octobre 2011,. Elle occupe le poste jusqu'en juin 2019.